# Requiem (Alma-dal)
A Requiem  (magyarul: Rekviem) a francia Alma dala, mellyel Franciaországot képviselte a 2017-es Eurovíziós Dalfesztiválon, Kijevben. A dal belső kiválasztás során nyerte el az eurovíziós indulás jogát. A dalt Nazim Khaled írta, a végleges, eurovíziós változata 2017. március 11-én jelent meg, az énekesnő albumán, a Ma peau aime-n.

## Eurovíziós Dalfesztivál
2017. február 9-én jelentették be, hogy Alma fogja képviselni Franciaországot a 2017-es Eurovíziós Dalfesztiválon a Requiem című dallal.
Mivel Franciaország tagja az automatikusan döntős Öt Nagy országának, ezért a dalt az Eurovíziós Dalfesztiválon a május 13-án rendezett döntőben adta elő, de előtte a második elődöntő zsűris főpróbáján is hallható volt. Fellépési sorrendben huszonhatodikként, utolsóként lépett fel, a Bulgáriát képviselő Kristian Kostov Beautiful Mess című dala után. A szavazás során a zsűri szavazáson összesítésben a tizenkilencedik helyen végzett 45 ponttal, míg a nézői szavazáson a tizedik helyen végzett 90 ponttal (Bulgáriá maximális pontot kapott), így összesítésben 135 ponttal a verseny tizenkettedik helyezettje lett.
A következő francia induló a Madame Monsieur Mercy című dala volt a 2018-as Eurovíziós Dalfesztiválon.

## Kritikák
2017. február 17-én fedezték fel, hogy az énekesnő dalát az EBU dalbeadási határideje előtt, 2016. szeptember 1-je előtt rögzítették és elő is adták, ami ezzel megsértette az EBU egyik legfontosabb szabályát. A francia műsorszolgáltató azt állította, hogy nem sértették meg az EBU szabályzatát, ezért nem volt végleges döntés a France 2 által választott dal versenyből való kizárásáról. 2017. február 21-én jelentették be, hogy Alma a dalának elkészítette egy kétnyelvű változatát, melyet ilyen formában ad elő a nemzetközi versenyen is, így végül nem zárták ki a versenyből.

## Toplisták
| 2017          | Helyezés |
| ------------- | -------- |
| Belgium       | 29       |
| Franciaország | 5        |
| Svédország    | 14       |

## Megjelenés
| Dátum            | Kiadó              | Forma        |
| ---------------- | ------------------ | ------------ |
| 2017. január 13. | Warner Music Group | Zeneletöltés |

## Fordítás
- Ez a szócikk részben vagy egészben  a   Requiem (Alma song) című angol Wikipédia-szócikk fordításán alapul.  Az eredeti cikk szerkesztőit annak laptörténete sorolja fel. Ez a jelzés csupán a megfogalmazás eredetét és a szerzői jogokat jelzi, nem szolgál a cikkben szereplő információk forrásmegjelöléseként.